# Antràs
Antràs (en francès Antras) és un municipi francès situat al departament del Gers i a la regió d'Occitània.

## Geografia

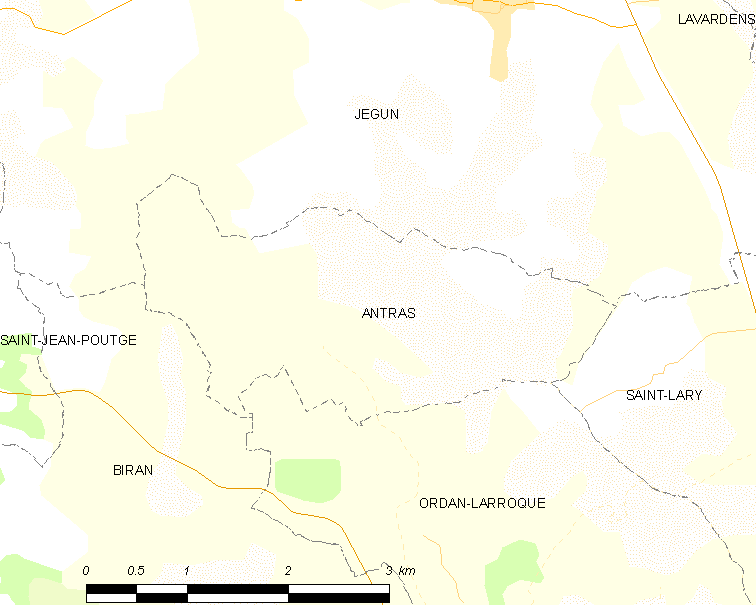
Mapa de la comuna de Antràs

## Administració i política
Alcaldes
| Període | Identitat             | Partit        |
| ------- | --------------------- | ------------- |
| 2001-   | Marie-Catherine Duran | divers gauche |

## Demografia
| 1962                                       | 1968 | 1975 | 1982 | 1990 | 1999 | 2006 |
| ------------------------------------------ | ---- | ---- | ---- | ---- | ---- | ---- |
| 93                                         | 86   | 49   | 55   | 51   | 58   | 61   |
| Des de 1962: població sense dobles comptes |      |      |      |      |      |      |